# Cinara glehna
Cinara glehna är en insektsart. Cinara glehna ingår i släktet Cinara och familjen långrörsbladlöss. Inga underarter finns listade i Catalogue of Life.